# Onze-Lieve-Vrouw van de Muizenhoekkapel

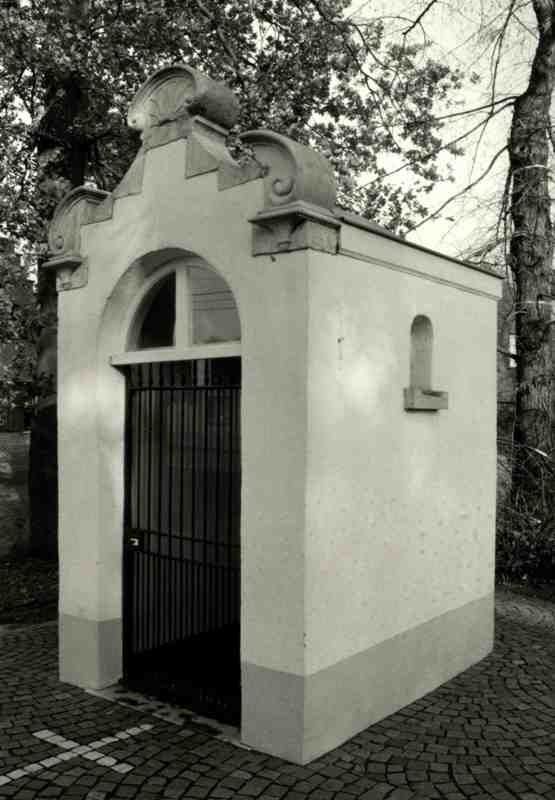
Onze-Lieve-Vrouw van de Muizenhoekkapel

De Onze-Lieve-Vrouw van de Muizenhoekkapel is een kapel in de tot de Antwerpse gemeente Mechelen behorende plaats Muizen, gelegen aan de Muizenhoekstraat.
Het betreft een 17e eeuwse kapel die in 1988 werd gerestaureerd. De kapel is op rechthoekige plattegrond en heeft een halfrond koor. De voorgevel heeft barokke stijlelementen. Het interieur wordt overkluisd door een tongewelf.